# Babette Porcelijn
Babette Porcelijn (Amstelveen, 1973) is industrieel ontwerper en schrijver. Ze is tevens oprichter van de stichting Think Big Act Now.
Porcelijn werd bekend door haar boek De verborgen impact uit 2016, waarin ze de impact van de mens op de aarde schetst. Uit haar onderzoek blijkt dat "spullen" de grootste impact hebben. Het eten van vlees staat op nummer 2.
In haar latere boek, Happy 2050 scenario richt Porcelijn zich ook op economische systemen en op sociale ongelijkheid. Volgens dat boek veroorzaakt de wereldwijde focus op geld, genot en winstmaximalisatie uitputting van de aarde. Bovendien wordt de ongelijkheid erdoor bevordert. In het boek beschrijft zij ook de mogelijke transities die industrie, bedrijfsleven en overheden moeten doormaken, onder andere op gebied van CSRD-wetgeving, op basis van de Corporate Sustainability Reporting Directive vanuit de EU. Deze wetgeving vereist dat bedrijven vanaf 2024 een duurzaam jaarverslag moeten maken.

## Biografie
Hoewel ze geboren is in Amstelveen, groeide Porcelijn voornamelijk op in Zuid-Limburg. 
Zij zat van 1986 tot 1991 op het Grotius College in Heerlen en ging daarna korte tijd filosofie studeren aan de Universiteit Utrecht. Ze volgde van 1994-1995 een vooropleiding viool aan het Conservatorium Rotterdam. Ten slotte studeerde ze van 1993-2001 Industrieel Ontwerpen aan de TU Delft. Daar specialiseerde zij zich in industriële processen en ketenanalyse. Na dertien jaar werkzaam te zijn geweest als ontwerper bij verschillende ontwerpbureaus besloot Porcelijn zich ze te gaan concentreren op impact van mensen op het milieu. Sinds 2014 werkt ze als zelfstandig ondernemer en onderzoeker, auteur en spreker. Porcelijn treedt op als spreker voor publieke en private organisaties, onder andere voor een bekende webwinkel.
In haar boek De verborgen impact uit 2016 riep zij op tot het minder kopen van spullen, omdat uit haar onderzoek bleek dat "spullen" het hoogst staan qua impact op het milieu. Zij kon dat boek maken dankzij crowdfunding. In 2018 trad zij over dit onderwerp op in het televisieprogramma Tegenlicht. Zij heeft met haar man ook hun leven ingericht naar deze ideeën.
Sinds 2020 is zij directeur bij de stichting Think Big Act Now, waarvan ze ook een van de oprichters is. De stichting heeft als doel bij te dragen aan een veilige wereld, onder andere door verduurzaming van de maatschappij.

## De conclusies uit haar onderzoek
De "verborgen impact" waar Porcelijn vaak naar verwijst, is de totale ecologische voetafdruk van individuen of gemeenschappen, inclusief externaliteiten. Het omvat alle indirecte effecten van de westerse levensstijl, consumptiepatronen en keuzes, zoals de impact op mens en milieu die optreedt tijdens de winning van grondstoffen voor consumptiegoederen en bij de productie van die goederen, zoals het energiegebruik tijdens die productie. Zij liet deze impact berekenen door onderzoeks- en adviesbureaus Ecofys en CE Delft.
Uit haar onderzoek blijkt dat de 'verborgen impact' groot is en vaak elementen bevat waarvan mensen zich meestal niet bewust zijn. Het blijkt dat "spullen" de grootste impact hebben. Het eten van vlees staat op nummer 2. Dat ‘spullen’ zoveel impact hebben was tot dan onbekend. Binnen de categorie "spullen" zorgt "elektronica", zoals laptops en smartphones voor een derde van de milieudruk in deze categorie. Dit zijn complexe producten die gemaakt worden van zeldzame materialen, waarvoor onder andere mijnbouw nodig is.
Omdat het in Nederland vrij goed gaat met het milieu, beseffen consumenten volgens Porcelijn niet dat de gevolgen van ons consumptiepatroon zijn verlegd, dat wil zeggen verborgen zijn. Mensen kijken bijvoorbeeld naar de CO2-uitstoot van de eigen auto, maar niet naar de vervuiling door de productie ervan. Hetzelfde geldt voor andere spullen, zoals mobiele telefoons, laptops en kleding. De totale milieu-impact is daardoor voor Nederlanders een blinde vlek.
Het zichtbaar maken en internaliseren van externaliteiten wordt ook wel weergegeven als "true pricing". Het is een middel, zoals ook genoemd door Milieu Centraal, om de milieugevolgen van de keuzes van consumenten inzichtelijker te maken.

Sankey-diagram voor de opbrengst van diesel. In dit voorbeeld is de energie voor het winnen van de olie en de raffinage echter niet opgenomen.

Voorbeelden van verborgen impacts zijn:
- De milieu-impact van voedsel of een product is hoger dan alleen dat van de zichtbare verpakking die eromheen zit.
- De grootste milieu-impact van vlees zit in het verbouwen van het veevoer. De productie van soja in het Amazonegebied heeft bijvoorbeeld grote gevolgen op de biodiversiteit en op het klimaat.
- De productie van hardware voor elektronica, inclusief de verwerking van afschreven hardware, heeft meer impact op het milieu dan het dagelijkse gebruik ervan. Met name de mijnbouw om zeldzame materialen te winnen die in de elektronica worden gebruikt is extreem vervuilend.
- De productie van een nieuwe auto gebruikt veel energie: die hoeveelheid is vergelijkbaar met zes jaar autorijden.
- Ook de productie van benzine en kerosine kost energie. Ongeveer 20% van de energie gaat verloren bij de winning en raffinage. Dit blijkt uit een Sankey-diagram.[17][18]

Het onderzoek naar spullen heeft geleid tot aanvullend onderzoek door onder andere Milieu Centraal en door de Transitieagenda consumptiegoederen. 

## Erkenning en kritiek
Porcelijns werk heeft bijgedragen aan het vergroten van het bewustzijn over verborgen milieueffecten en heeft geleid tot discussies en acties op het gebied van duurzaam consumeren. Zo schreef Nadine Maarhuis over haar: "Babette Porcelijn heeft met de Verborgen Impact al duizenden mensen tot actie aangezet'.
Het boek De Verborgen Impact werd genomineerd voor de Dutch Design Awards 2017. Porcelijn kreeg twee keer een plek in de Duurzame 100 van Trouw (#98 en #73), voordat ze zelf in de jury zitting nam. In 2022 werd ze genomineerd door Vrouwen van nu voor de Verschilmaker Award. 
Het werk van Porcelijn ontvangt ook kritiek. Zou wordt het boek Het happy 2050 scenario door een recensent te breed en te veelomvattend genoemd.